# Marcin Chorzemski
Marcin Chorzemski (ok. 1843, zm. 27 listopada 1911 we Lwowie) – polski sędzia.

## Życiorys
Urodził się około 1843. W okresie zaboru austriackiego w ramach autonomii galicyjskiej wstąpił do c. k. służby sądowniczej. Początkowo był auskultantem w C. K. Sądzie Krajowym we Lwowie około 1867/1868. W 1868 jako aktuariusz został mianowany adjunktem (sędzia dla spraw drobnych) i od tego roku do 1880 pracował w C. K. Sądzie Powiatowym w Tłumaczu. Jednocześnie od około 1874 do około 1880 był członkiem Rady c. k. powiatu tłumackiego, wybranym z grupy gmin miejskich, pełniąc od maja 1874 do około 1876 funkcję członka wydziału powiatowego. Następnie był sędzią C. K. Sądu Powiatowego w Zabłotowie od około 1881 do około 1885. 3 lipca 1884 został wybrany do Rady c. k. powiatu sniatyńskiego, wybrany z grupy gmin wiejskich, pełnił mandat do około 1885. W połowie lat 80. był członkiem Kosowskiego Towarzystwa Prawniczego. Później był sędzią C. K. Sądu Powiatowego w Stryju od około 1885 do 1887. W sierpniu 1887 jako sędzia w Stryju został mianowany sędzią dla Sanoka, gdzie w tym czasie został utworzony C. K. Sąd Obwodowy, i tam pozostawał sędzią w charakterze radcy do około 1890 (na przełomie 1889/1890 był zarazem komisarzem tamtejszego więzienia, przylegającego do zabudowań sądu). Do 29 lipca 1890 był radnym Rady Miejskiej w Sanoku. Od około 1890 do około 1894 był radcą w C. K. Sądzie Krajowym we Lwowie (jednocześnie od około 1892 do około 1894 był nacz. m. d. dla sądu pow. Sek. I.). W 1892 został wybrany radnym Rady Miejskiej we Lwowie. Około 1894/1895 był członkiem wydziału Lwowskiego Towarzystwa Prawniczego. Od 6 października 1894 do około 1898 był prezydentem C. K. Sądu Obwodowego w Stanisławowie. 17 czerwca 1898 został mianowany radcą dworu na stanowisku prezydenta C. K. Sądu Obwodowego w Złoczowie i sprawował stanowisko do około 1910.
Jako były prezydent złoczowskiego Sądu Obwodowego do końca życia zamieszkiwał przy ul. Jabłonowskich 42 we Lwowie. Zmarł 27 listopada 1911 we Lwowie w wieku 68 lat. Jego pogrzeb odbył się 29 listopada 1911, po czym zaplanowano transport zwłok z głównego lwowskiego dworca kolejowego.

## Odznaczenia
austro-węgierskie
- Krzyż Kawalerski Orderu Franciszka Józefa (1886)[20]
- Medal Honorowy za Czterdziestoletnią Wierną Służbę (przed 1910)[18]
- Medal Jubileuszowy Pamiątkowy dla Cywilnych Funkcjonariuszów Państwowych (przed 1910)[18]
- Krzyż Jubileuszowy dla Cywilnych Funkcjonariuszów Państwowych (przed 1910)[18]